# Rolando Rigoli
Rolando Rigoli (né le 3 octobre 1940 à Livourne) est un sabreur italien.

## Biographie
Rolando Rigoli dispute deux éditions des Jeux olympiques. Il est médaillé d'argent par équipe en 1968 à Mexico (avec Wladimiro Calarese, Pierluigi Chicca, Michele Maffei, Cesare Salvadori et Auguste Galibert). En 1972 à Munich, il est sacré champion olympique de sabre par équipe avec Michele Maffei, Cesare Salvadori, Mario Aldo Montano, Mario Tullio Montano et Antonio Galiberio.